# 全国工人联合会
全国工人联合会（英語：Jatio Sramik Federation，缩写为JSF）是孟加拉国的一个全国性工会联合会。该组织的总部位于达卡。该组织是世界工会联合会的成员。